# Reverolle
Reverolle is een plaats en voormalige gemeente in het Zwitserse kanton Vaud en maakt deel uit van het district Morges.
Reverolle telt 335 inwoners.

## Geschiedenis
Op 1 juli 2011 fuseerde Reverolle met de gemeenten Apples, Bussy-Chardonney, Cottens, Pampigny en Sévery tot de gemeente Hautemorges.